# Guerra fiscal
Guerra fiscal é o litígio entre as unidades de uma federação consistente na concessão, de forma unilateral, de benefícios fiscais.
A guerra fiscal é viabilizada pela atribuição de instituição e administração de tributos capazes de gravar toda a economia.

## No Brasil
Para atrair investimentos aos seus respectivos estados, os governos internacionais oferecem aos contribuintes determinados benefícios fiscais, como créditos especiais de ICMS ou empréstimos subsidiados de longo prazo. A concessão de incentivos sem fundamento em Convênios firmado entre as unidades da federação, viola a Lei Complementar 24/75. Os entes prejudicados têm recorrido ao STF com o fim de declarar a inconstitucionalidade das leis concedentes dos benefícios.
No Brasil, existe também a guerra fiscal entre municípios, utilizando-se, na maior parte das vezes, benefícios relativos ao ISS (imposto sobre Serviços).
Apesar de ser bom para o contribuinte, na prática, a guerra fiscal entre os estados provoca distorções na arrecadação do ICMS, pois os estados exportadores, indiretamente, transferem parte do ônus dos incentivos praticados para os estados importadores dos produtos e serviços tributados. 
O contribuinte também pode ser vítima desta guerra: quem adquire os bens ou serviços, oriundos de outro estado, quando o remetente usufrui de incentivo fiscal no estado de origem, pode sofrer sanções do seu estado, como, por exemplo, restrições do direito ao crédito do ICMS.

### Prós e Contras
Grandes metrópoles  têm enorme potencial de atração de indústrias e serviços devido ao baixo custo logístico, à mão-de-obra abundante e à diversidade do mercado consumidor.
A Guerra Fiscal é um instrumento utilizado por estados mais pobres e distantes de grandes centros urbanos para atrair investimentos e evitar que haja esvaziamento econômico. Os descontos no ICMS muitas vezes superam os custos de logística de recebimento de matéria-prima e entrega de produtos manufaturados.
Outro fator preponderante é a mão-de-obra, que por falta de diversidade de empregadores tende a aceitar salários e benefícios menos atraentes que os trabalhadores de grandes centros, geralmente mais sindicalizados. Regiões de baixa ou recente industrialização têm menos vínculos com a atividade sindical.
A dispersão social também é analisada principalmente na questão beneficiária. Além de desonerar o empregador com custos de deslocamentos, muitas vezes sendo necessário que o funcionário se desloque por vários quilômetros, sendo obrigado a tomar até duas conduções, em cidades menores ele pode ir a pé, diminuindo consideravelmente atrasos e faltas, o que influi positivamente no lucro.
Como crítica à guerra fiscal a doutrina de Direito Financeiro tem apontado a chamada "corrida ao fundo do tacho". Buscando competir uns com os outros, Municípios e Estados reduzem a sua arrecadação e, no fim, todos ficam sem condições de cumprir seus papéis constitucionais (garantir saúde, segurança e educação) e necessitam, cada vez mais, de repasses federais. Essa relação de dependência fortalece os convênios e beneficia a relação com políticos federais que encaminham emendas ("apadrinhamento"). Tais distorções, para além dos efeitos econômicos, apresentam consequências políticas.